# Panka
 (mai 2023).
Si vous disposez d'ouvrages ou d'articles de référence ou si vous connaissez des sites web de qualité traitant du thème abordé ici, merci de compléter l'article en donnant les références utiles à sa vérifiabilité et en les liant à la section « Notes et références ».
Pour les articles homonymes, voir Panka (homonymie).

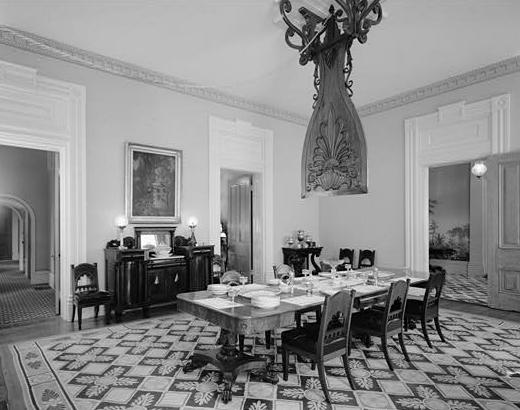
Un panka en bois dans une salle à manger à Natchez, aux États-Unis (état d'avant la Guerre de sécession).

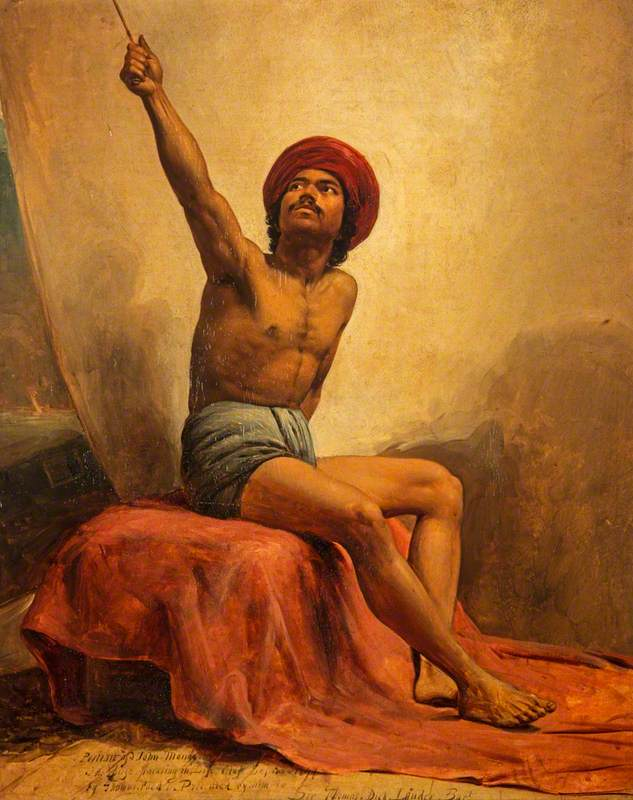
Un tireur de panka : A Life Study of John Mongo ('The Punka-walla'), tableau de Thomas Faed, 1847.

Un panka, punka ou ponka, est un grand éventail originaire d'Orient formé d'un écran de toile suspendu à un plafond qu'un serviteur actionne au moyen d'une corde et d'une poulie.
Leur fonction est aujourd'hui essentiellement assurée par des ventilateurs de plafond.
Ce mot est parfois orthographié "panca".